# 小畑達夫
小畑 達夫（おばた たつお、1907年7月7日 - 1933年12月24日、満26歳没）は、日本の社会運動家である。日本共産党の党員。1933年（昭和8年）、共産党内で宮本顕治、袴田里見らにより「特高警察のスパイ」の容疑をかけられ、査問を受けていた最中に死亡した（日本共産党スパイ査問事件）。宮本や袴田はこれにより、治安維持法違反のほか、不法監禁致死罪および銃刀法違反の罪に問われた。

## 経歴
1907年（明治40年）、秋田県北秋田郡二井田村（現大館市）に教員の長男として生まれた。母を幼少時に亡くし、父は小学校5年生のときに死亡、実母の妹イクに育てられた。秋田県立大館中学校に進学。伯父に大杉栄の弟子がいて、影響を受け在学中から公然と天皇制を批判していた。同級の種市健らと社会主義研究会を組織し、地域の文化人や学生を集めて映画研究会を開催した。1925年（大正14年）3月、「野犬を食った」ことを理由として、中学4年で退学処分を受けた。
1929年（昭和4年）、上京し逓信省に就職し、郵便局職員として中央、本所、浅草の各局に勤務。大館中学の1年上級の黒沢敏雄のすすめで、日本労働組合全国協議会（全協）傘下の日本通信労働組合に加盟、組織部員となった。1931年同労組の常任委員に就任。
同年6月末に、万世橋警察署に検挙された。取り調べを通じて「郷里にいる母に孝養を尽くしたいから」と悔悟の色を示したこともあり、起訴保留となり釈放。一時郷里へと戻ったが、まもなく潜伏生活へと戻った。このころ平野謙の恋人だった根本松枝をハウスキーパー (日本共産党)にした。
1932年（昭和7年）、日本共産党に入党。このころ、帰郷して種市ら大館中学時代の社会主義研究会のメンバーを手掛かりに全協秋田地区協議会を組織した。1933年5月同党中央委員。同年9月、財政担当になり、10月に財政部長。
同年12月23日、自身が所属する共産党から、警察に内通したスパイであると疑惑を持たれて、大泉兼蔵とともに東京府東京市渋谷区幡ヶ谷の同党アジトで「査問」という名称の取り調べ中に、同24日午後1時過ぎ急死した。遺体はアジトの床下に埋められたが、1934年1月16日、警察の捜査により発見された（詳しくは日本共産党スパイ査問事件を参照）。袴田里見の暴露したところでは、小畑を死亡させたのは宮本顕治であるという。実弟の大川俊男が遺体を引き取り、故郷の友人に当てた手紙に｢兄は裏切り者ではなかった｣と記した。また、のちに日本共産党を除名された兵本達吉が小畑の出身地である秋田県で現地取材したところによれば、誰もが小畑に限ってスパイなどやる男ではないと語ったという。兵本は「宮本は小畑について「激論しただけでも、また一寸指なんか触っただけでも」ポロッと死ぬような「特異体質、梅毒性体質、心臓の弱い体質」であったと供述しているが、そうした事実はまったくなかった」と書いている。
小畑が死亡した直後の同党中央委員会で、スパイであることの基本的事実は明白として大泉兼蔵とともに除名処分にされ、翌12月24日付同党機関紙「赤旗」号外で発表された。戦後の研究では、スパイであったかどうかわからないという説や、スパイでなかったという説も出ているが、直接会ったことのある平野謙は最晩年の著述でスパイ説を述べ、日本共産党は一貫してスパイであったと主張している。

## 歌手 小畑実との関係
継母のイクが後に東京に住み、大家として面倒を見た下宿人が歌手の小畑実である。彼は1953年秋田県大館市に、かつて世話になったイクとその子である小畑達夫の墓を建てた。